# Alfred J. Goulding
Alfred John Goulding (26 de enero de 1896 – 25 de abril de 1972) fue un director, guionista y actor cinematográfico estadounidense de origen australiano. 
Nacido en Melbourne, Australia, dirigió más de 200 producciones entre 1917 y 1959. Era el hermano menor de la célebre cantante de ópera Elsa Goulding.
Falleció en Hollywood, California, en 1972, a causa de una neumonía. Fue enterrado en el Cementerio Forest Lawn Memorial Park de Hollywood Hills.

## Selección de su filmografía
- By the Sad Sea Waves (1917)
- Bliss (1917)
- All Aboard (1917)
- Bashful (1917)
- Step Lively (1917)
- A Gasoline Wedding (1918)
- Look Pleasant, Please (1918)
- Let's Go (1918)
- On the Jump (1918)
- Follow the Crowd (1918)
- Pipe the Whiskers (1918)
- Hey There! (1918)
- Kicked Out (1918)
- Two-Gun Gussie (1918)
- Fireman Save My Child (1918)
- Somewhere in Turkey (1918)
- An Ozark Romance (1918)
- Kicking the Germ Out of Germany (1918)
- Bride and Gloom (1918)
- Swing Your Partners (1918)
- Take a Chance (1918)
- The Dutiful Dub (1919)
- Crack Your Heels (1919)
- Ring Up the Curtain (1919)
- Si, Senor (1919)
- The Marathon (1919)
- Pistols for Breakfast (1919)
- Off the Trolley (1919)
- Never Touched Me (1919)
- Count Your Change (1919)
- Heap Big Chief (1919)
- Don't Shove (1919)
- From Hand to Mouth (1919)
- Hansel and Gretel (1923)
- Don't (1925)
- Should Men Walk Home? (1927)
- The Honorable Mr. Buggs (1927)
- Hey, Pop! (1932)
- Buzzin' Around (1933)
- How've You Bean? (1933)
- Everything Is Rhythm (1936)
- Splinters in the Air (1937)
- Sam Small Leaves Town (1937)
- The Gang Show (1938)
- Olympic Honeymoon (1940)
- A Chump at Oxford (1940)
- A Yank in Australia (1942)
- Dick Barton: Special Agent (1948)
- The Dark Road (1948)